# Barbara Stühlmeyer

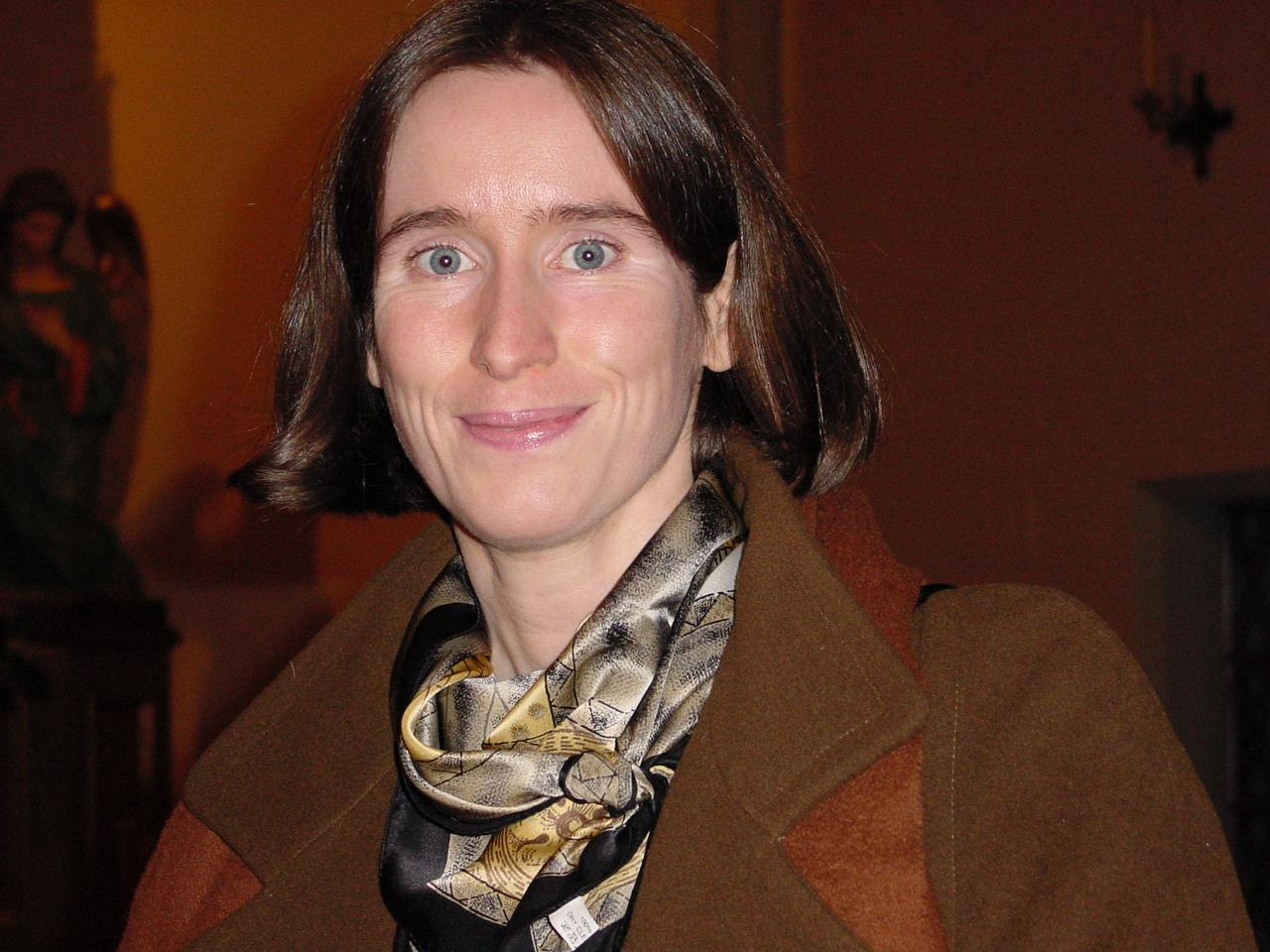
Barbara Stühlmeyer (2003)

Barbara Stühlmeyer OblOSB (* 12. November 1964 in Bremen) ist eine deutsche Theologin, Musikwissenschaftlerin, Autorin und Wissenschaftsjournalistin.

## Leben und Wirken
Nach dem Abitur am Alten Gymnasium in Bremen und Orgelunterricht bei Kirchenmusikdirektor Wilfried Langosz, dessen Assistentin an der katholischen Propsteikirche St. Johann sie war, studierte Stühlmeyer Kirchenmusik an der Hochschule für Künste Bremen (1988 Diplom). Im wissenschaftlichen Studium von 1988 bis 1994 studierte sie Katholische Theologie bei Arnold Angenendt und Klemens Richter, Philosophie bei Berthold Wald und Musikwissenschaft bei Axel Beer und Winfried Schlepphorst an der Universität Münster. 2004 wurde sie in Münster summa cum laude zur Doktorin der Philosophie promoviert. Weiterführende Studien der Gregorianischen Semiologie absolvierte sie bei Luigi Agustoni, Godehard Joppich und Johannes Berchmans Göschl.
Ihre Dissertation Die Gesänge der Hildegard von Bingen ist ein Standardwerk der musikbezogenen Hildegard-Forschung. Es weist erstmals nach, dass auch die diastematische (auf Notenlinien geschriebene) Neumenschrift eine rhythmische Bedeutung hat. Zuvor wurden Hildegards Kompositionen äqualistisch oder mensuralistisch interpretiert. Stühlmeyer wies zudem nach, dass Hildegards Tonsprache und der bis zu zweieinhalb Oktaven umfassende Ambitus den professionellen kompositorischen Standards des 12. Jahrhunderts entsprach. Durch ihre Forschungsarbeit wurde belegt, dass die Vorgaben der Regula Benedicti sich auf die formale Konzeption der Kompositionen auswirkten. Dies hatte den Nachweis zur Folge, dass die Gesänge liturgische Verwendung fanden. Ihre theologischen Forschungen zum Ordo virtutum verdeutlichten, dass Hildegard hier den ethischen Diskurs des 12. Jahrhunderts mit seinen Protagonisten Bernhard von Clairvaux, Petrus Abaelardus, Anselm von Canterbury und Rupert von Deutz widerspiegelt. Für das von Beatrix Bochard geleitete Forschungsprojekt der Hochschule für Musik und Theater Hamburg Musik und Gender im Internet verfasste sie die Grundseite zur Musik Hildegards.
Von 1993 bis 2001 war sie als Tagungsleiterin in der Akademie St.-Jakobus-Haus in Goslar tätig. Seit 1995 schreibt sie als freie Autorin regelmäßig für verschiedene Zeitungen, Zeitschriften und Magazine. Als wissenschaftliche Beraterin betreut sie CD-Produktionen z. B. der Ensembles „Sequentia“, Paris um Benjamin Bagby, „Ars Choralis Coeln“ um Maria Jonas und „Cosmedin“, Stuttgart um Stephanie und Christoph Haas. Bei Rundfunk- und Fernsehsendungen sowie internationalen Ausstellungen wirkt sie als Mittelalter-Spezialistin. Darüber hinaus ist sie als Schriftstellerin an zahlreichen Buchpublikationen beteiligt.
Barbara Stühlmeyer lebt in der Stadt Hof, ist mit Ludger Stühlmeyer verheiratet und Mutter von Lea Stühlmeyer. Seit 2002 ist sie Benediktineroblatin.

## Werke (Auswahl)

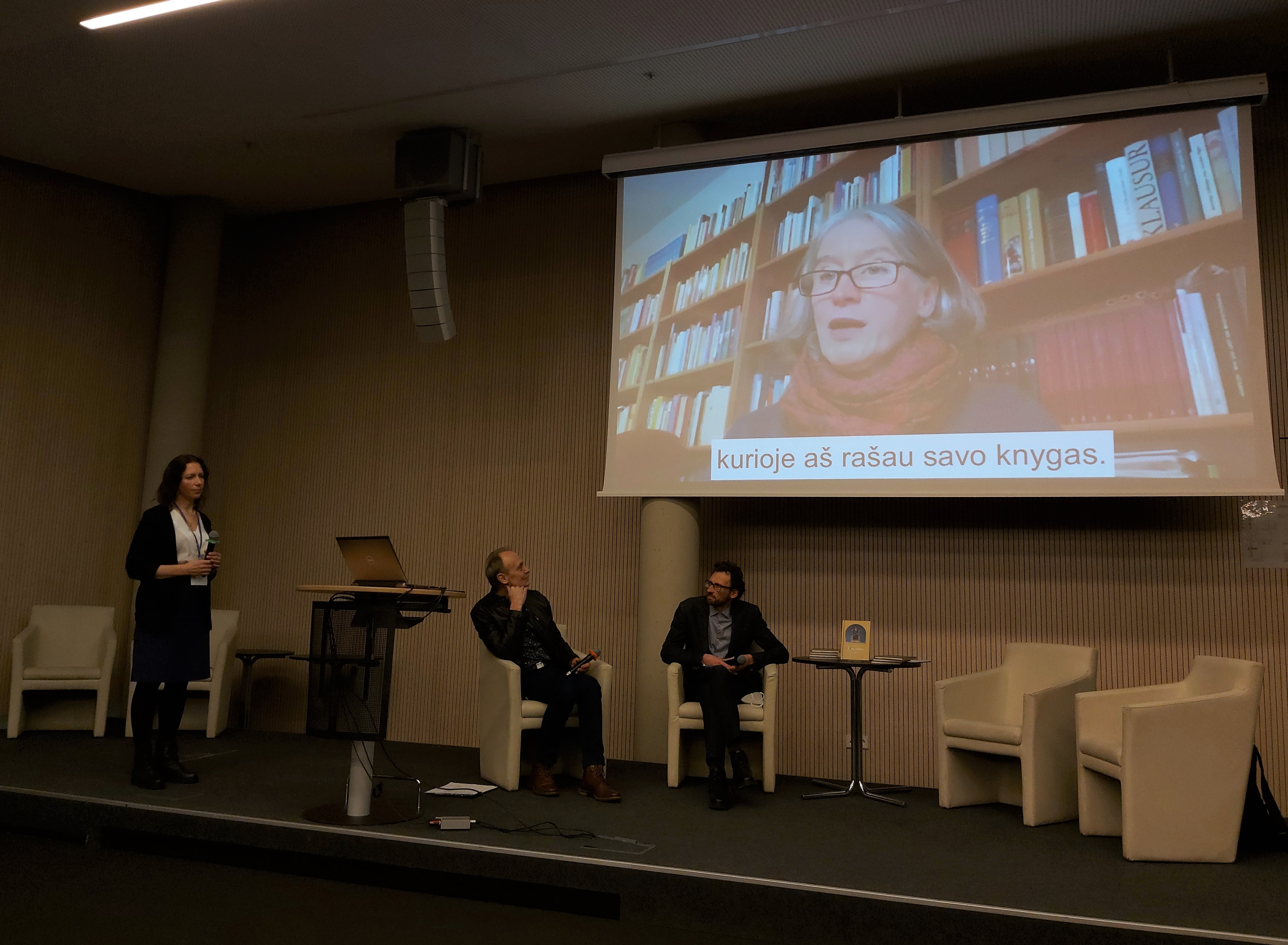
Barbara Stühlmeyer bei der Baltischen Buchmesse im Februar 2022 in Vilnius

### Buchpublikationen
Autorin
- Die Gesänge der Hildegard von Bingen: Eine musikologische, theologische und kulturhistorische Untersuchung.[7] Olms, Hildesheim 2003, ISBN 3-487-11845-9.
- In einem Meer von Licht: Heilende Gesänge der Hildegard von Bingen. Mit Illustrationen von Sabine Böhm. Butzon & Bercker, Kevelaer 2004, ISBN 3-7666-0593-3.
- Hildegard von Bingen: Werke Band IV. Lieder Symphoniae.[8] Beuroner Kunstverlag, Beuron 2012, ISBN 978-3-87071-263-1.
- Be-Stimmung. Unterwegs zur Stimme und zu sich selbst. Gemeinsam mit Gottfried Hoffmann. Verlag DeBehr, Radeberg 2012, ISBN 978-3-944028-02-6.
- Wege in sein Licht: Eine spirituelle Biografie über Hildegard von Bingen. Beuroner Kunstverlag, Beuron 2013, ISBN 978-3-87071-293-8.
- Hildegard von Bingen: Leben – Werk – Verehrung. Topos plus Verlagsgemeinschaft, Kevelaer 2014, ISBN 978-3-8367-0868-5.
- Johann Valentin Rathgeber: Leben und Werk. Gemeinsam mit Ludger Stühlmeyer. Verlag Sankt Michaelsbund, München 2016, ISBN 978-3-943135-78-7.
- Elisabeth von Thüringen: Spiritualität – Geschichte – Wirkung. Topos Plus Verlagsgemeinschaft, Kevelaer 2018, ISBN 978-3-8367-1125-8.
- Das Turiner Grabtuch: Faszination und Fakten. Gemeinsam mit Erzbischof Karl Braun. Butzon & Bercker, Kevelaer 2018, ISBN 978-3-7666-2534-2.
- Pendel, Steine, Nervenkekse: Esoterik im Gespräch mit Hildegard von Bingen. Gemeinsam mit Erzbischof Karl Braun. Butzon & Bercker, Kevelaer 2019, ISBN 978-3-7666-2601-1.
- Kaleidoskop der umarmenden Liebe: Zugänge zur Erfahrung des Umfangenseins von Christus. Regensburger philosophisch-theologische Schriften, Pustet Verlag, Regensburg 2021, ISBN 978-3-7917-3254-1.
- Lebendiges Licht: Die Engel als Wegweiser zum Sinn in der Schau Hildegards von Bingen. Mit einem Vorwort von Erzbischof Karl Braun. Verlagsbuchhandlung Sabat, Kulmbach 2021, ISBN 978-3-943506-93-8.

Herausgeberin
- Auf Christus getauft: Glauben leben und verkünden im 21. Jahrhundert. Mit einem Geleitwort von Rino Fisichella und Paul Josef Cordes und Beiträgen von Karl Braun, Thomas Groome, Maximilian Heim, Medard Kehl, Matthias Theodor Kloft, Kurt Koch, Karl-Heinz Menke, Bernhard Meuser, Marianne Schlosser, Ludger Schwienhorst-Schönberger, Rudolf Voderholzer, Lothar Wehr, Petroc Wiley u. a., Butzon & Bercker, Kevelaer 2019, ISBN 978-3-7666-2488-8.
- Lichtworte: Wegweisung in zwielichtiger Zeit. Erzbischof Karl Braun zum 90. Geburtstag. Fe-medienverlags GmbH, Kißlegg 2020, ISBN 978-3-86357-286-0.

### Beiträge in Publikationen
- Auf der Suche nach der Stimme des lebendigen Geistes: Die Musik Hildegards von Bingen als Sinnbild vollendeter Schöpfung, in: Edeltraut Forster (Hrsg.), Hildegard von Bingen: Prophetin durch die Zeiten. Herder, Freiburg im Breisgau 1997, ISBN 3-451-26162-6.
- Musik im 12. Jahrhundert, in: Hans-Jürgen Kotzur, Hildegard von Bingen 1098–1179. Verlag Philipp von Zabern, Mainz 1998, ISBN 3-8053-2445-6.
- Hörpraxis und Aufführungspraxis der Musik Hildegards von Bingen. In: Medievales 10. Actes du Colloque d'Etudes Medievales de l'Universite de Picardie-Jules Verne St-Riquier, Decembre 1998. Amiens 2000.
- Die Himmelsscheibe von Nebra: Sonderbeitrag zur Dauerausstellung im Landesmuseum für Vorgeschichte (Halle) 2008, in: Karfunkel, Zeitschrift für erlebbare Geschichte Nr. 79, Wald-Michelbach 2008, ISSN 0944-2677.
- Farben im europäischen Mittelalter, in: ark (Architektur, Raum, Konstruktion), 1/2012.
- Eine historisch-phänomenologische Landkarte zum Amplexus, in: Joachim Werz (Hrsg.): Die Lebenswelt der Zisterzienser. Neue Studie eines europäischen Ordens. Verlag Be&Be, Heiligenkreuz 2020, ISBN 978-3-903118-88-1 sowie Verlag Schnell und Steiner, Regensburg 2020, ISBN 978-3-795434-71-7.
- Gottesrede: Ermutigende Orientierung in Krisenzeiten bei Hildegard von Bingen. Pilgern im Todesschatten, die Klage der Elemente und Aufblick zum Licht oder: sci vias lucis in statu deficienti, in: Joachim Werz (Hrsg.): Gottesrede in Epidemien. Theologie und Kirche in der Krise. Aschendorff Verlag, Münster 2021, ISBN 978-3-402-24722-8.

### Texte für Musikwerke
- Glaubend leben im Alltag. Dreistrophiger Liedtext zum 1000-jährigen Diözesanjubiläum des Erzbistums Bamberg. Vertonung: Ludger Stühlmeyer. In: Kirchenmusik im Erzbistum Bamberg Nr. 44, Juli 2007 und Heinrichsblatt Nr. 31, Bamberg August 2007.
- Libretto für die Reformationskantate „Martin Luther“ von Bernfried E. G. Pröve zum Reformationsjubiläum 2017, UA: 5. November 2017 in Braunschweig.
- Ein Lied für Elisabeth. Fünfstrophiger Liedtext, 2018. Vertonung: Ludger Stühlmeyer. In: Elisabeth von Thüringen. Topos Plus Verlagsgemeinschaft, Kevelaer 2018.

## Elektronische Medien (Auswahl)

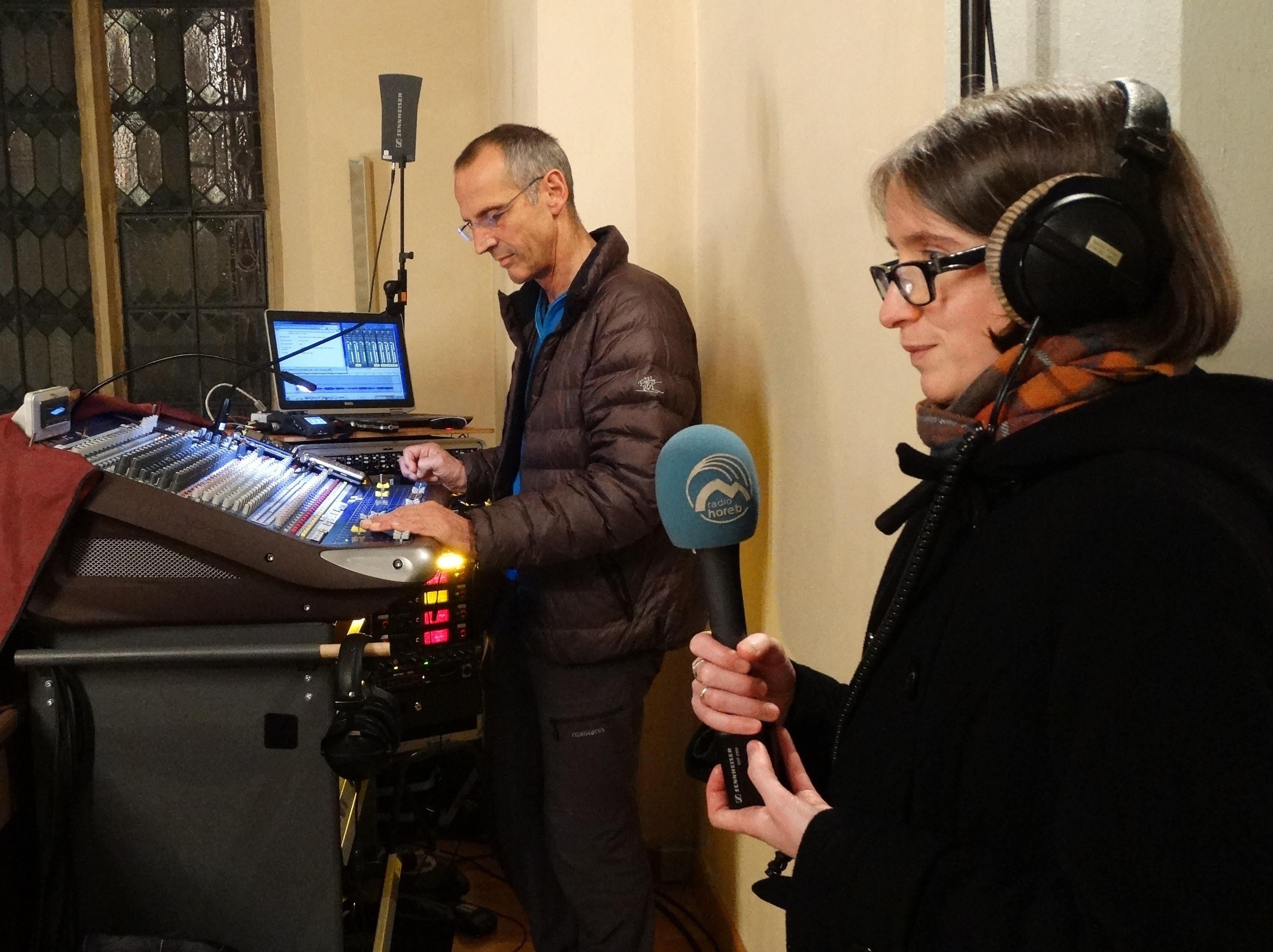
Barbara Stühlmeyer bei einer Liveübertragung im November 2013

### Tonträger
Wissenschaftliche Begleitung und Bookletgestaltung bei folgenden CD-Einspielungen:
- Hildegard von Bingen: Femina Forma Maria. Marienlieder des Villarenser Kodex. Ensemble Mediatrix, Ltg. Johannes Berchmans Göschl. Calig, Augsburg 1996.
- Hildegard von Bingen: O vis aeternitatis. Vesper in der Abtei St. Hildegard. Schola der Benediktinerinnenabtei St. Hildegard, Eibingen, Ltg. Johannes Berchmans Göschl, Sr. Christiane Rath OSB. Ars Musici, Freiburg im Breisgau 1997.
- Hildegard von Bingen: Saints. Sequentia, Barbara Thornton und Benjamin Bagby. BMG Music Publishing, New York City 1998.
- Hildegard von Bingen: Ordo virtutum – ein mittelalterliches Mysterienspiel. Ensemble A Cappella, Köln, Ltg. Dirk van Betteray. OKK, Waldbröl 1998.
- Hildegard von Bingen: Ordo virtutum. Cantoria Alberto Grau, Ltg. Johannes Berchmans Göschl. Legato, Leipzig 1999.
- Lilium. Ensemble Cosmedin, Stephanie und Christoph Haas. Animato, Ludwigsburg 2001.
- Seraphim: Hildegard von Bingen. Ensemble Cosmedin, Stephanie und Christoph Haas. Animato, Ludwigsburg 2005.
- Rose van Jhericho: Das Liederbuch der Anna von Köln (um 1500). Ars Choralis Coeln, Ltg. Maria Jonas. Raumklang, Goseck 2007.
- Quinta Essentia. Ensemble Cosmedin, Stephanie und Christoph Haas. Animato, Ludwigsburg 2007.
- Hildegard von Bingen: Celestial Hierarchy. Sequentia, Ltg. Benjamin Bagby, Deutsche Harmonia Mundi (SONY), Freiburg i. Br. 2013.
- Anima: Sakrale Musik aus der Fülle der Zeiten. Ensemble Cosmedin, Stephanie und Christoph Haas. EOS Verlag, St. Ottilien 2020.

## Auszeichnungen und Ehrungen
- 1988: Stipendium der Studienstiftung des Bistums Osnabrück.
- 2019: Ehrenurkunde des Erzbistums Bamberg, verliehen durch Domkapitular Peter Wünsche, Leiter der Hauptabteilung Seelsorge im Erzbischöflichen Ordinariat Bamberg.
- seit 2023: Stipendiatin der Babeș-Bolyai-Universität Klausenburg.